# Transformer
Transformer é o segundo álbum de estúdio do artista norte-americano Lou Reed. Produzido por David Bowie e Mick Ronson, o álbum foi lançado em novembro de 1972 pela RCA Records. Considerado um marco influente do glam rock, foi ancorado pelo single de maior sucesso de Reed,"Walk on the Wild Side", que tocou em tópicos então controversos para a época, como orientação sexual, identidade de gênero, prostituição e uso de drogas. Embora o álbum de estreia autointitulado de Reed não tenha tido sucesso, Bowie foi um dos primeiros fãs da antiga banda de Reed, The Velvet Underground, e usou sua própria fama para promover Reed, que ainda não havia alcançado sucesso no mainstream.

## Composição
Assim como seu antecessor, Transformer contém músicas que Reed compôs enquanto estava noVelvet Underground. "Andy's Chest" foi gravada pela primeira vez pela banda em 1969 e "Satellite of Love" em uma demo em 1970; essas versões seriam lançadas nas coletâneas VU e Peel Slowly and See, respectivamente. Para Transformer, o ritmo acelerado original dessas músicas foi desacelerado.
"New York Telephone Conversation" e "Goodnight Ladies" foram tocadas ao vivo durante os shows da banda no Max's Kansas City em 1970; esta última leva em seu refrão a última estrofe da segunda seção ("A Game of Chess") do poema modernista de T. S. Eliot, The Waste Land: "Good night, ladies, good night, sweet ladies, good night, good night" ("Boa noite, senhoras, boa noite, doces senhoras, boa noite, boa noite"), sendo essa uma citação de Ophelia em Hamlet.
Como nos dias do Velvet Underground de Reed, a conexão com o artista Andy Warhol permaneceu forte. De acordo com Reed, Warhol pediu a ele para escrever uma música sobre alguém cruel. Quando Reed perguntou o que ele queria dizer com "cruel", Warhol respondeu: "Ah, você sabe, algo como 'eu bati em você com uma flor'" (hit you with a flower), resultando na música "Vicious"

## Produção
Transformer foi produzido por David Bowie e Mick Ronson, ambos fortemente influenciados pelo trabalho de Reed com o Velvet Underground. Bowie fez referência ao Velvet Underground nas notas do encarte de seu álbum Hunky Dory, e tocava regularmente "White Light/White Heat" e "I'm Waiting for the Man" em shows. Ele havia começado a regravar "White Light/White Heat" para incluir em seu álbum Pin Ups, mas nunca foi concluída; Ronson acabou usando a backing track para seu álbum Play Don't Worry, em 1974.
Mick Ronson (na época guitarrista da banda de Bowie, The Spiders from Mars) desempenhou um papel importante na gravação do álbum no Trident Studios, em Londres, servindo como co-produtor e músico de apoio (contribuindo com guitarra, piano e vocais), além de arranjador, contribuindo com o arranjo de cordas para "Perfect Day". Reed elogiou a contribuição de Ronson, elogiando a beleza de seu trabalho e mantendo o vocal baixo para destacar as cordas. As músicas do álbum estão agora entre as obras mais conhecidas de Reed, incluindo "Walk on the Wild Side", "Perfect Day" e "Satellite of Love", e o sucesso do álbum elevou seu status de underground para se tornar uma estrela internacional.

## Capa
A capa é uma fotografia de Mick Rock que ficou superexposta enquanto ele a imprimia na câmera escura. Rock percebeu a falha, mas decidiu que gostou do efeito fortuito. De acordo com Rock, "Quando mostrei [a Lou] as folhas de contato, ele se concentrou na foto do Transformer. Eu mesmo fiz a impressão – como costumava fazer naqueles dias [...] Levei doze tentativas para reproduzir este acidente para a impressão final para a capa do álbum".
Karl Stoecker (que também fotografou as três primeiras capas dos álbuns do Roxy Music) tirou a foto da contracapa de uma mulher e um homem. A mulher é a supermodelo londrina dos anos 60, Gala Mitchel. O homem é retratado por Ernie Thormahlen (um amigo de Reed). O homem parece ter uma ereção notável, embora Reed tenha dito que isso era na verdade uma banana que Thormahlen havia enfiado em seu jeans antes da sessão de fotos.

## Lançamento
O primeiro single do álbum, "Walk on the Wild Side", tornou-se um sucesso internacional, apesar dos assunto polêmicos para a época. A letra da música menciona questões de orientação sexual, identidade de gênero, prostituição e uso de drogas, fazendo com que ela seja editada em alguns países e banida em outros. É geralmente considerada por fãs e críticos como a melhor música de Reed. "Satellite of Love" foi lançada como o segundo single em março de 1973. 
Relançamentos
Em 2002, uma edição comemorativa do álbum foi lançada; além de demos de "Hangin' Round" e "Perfect Day", inclui uma faixa inédita com um anúncio promocional do álbum. Após a morte de Reed em outubro de 2013, as vendas digitais de Transformer, "Walk on the Wild Side" e "Perfect Day" aumentaram mais de 300%, e "Walk on the Wild Side" atingiu a parada Billboard Rock Digital Songs no número 38.

## Recepção
Em uma crítica mista para a Rolling Stone, Nick Tosches observou as músicas "Satellite of Love", "Vicious", "Walk on the Wild Side" e "Hangin' 'Round", que ele sentiu expressar uma sexualidade estimulante dizendo "o próprio Reed diz que acha o álbum ótimo. Eu não acho que seja tão bom quanto ele é capaz de fazer. Ele parece ter as habilidades para criar músicas realmente perigosas e poderosas [...]" Em uma revisão retrospectiva para o The New Rolling Stone Album Guide (2004), Tom Hull observou que Reed "escreveu um monte de novas músicas inteligentes e tentou lucrar com o glam rock andrógino do produtor David Bowie, que funcionou bem o suficiente para 'Walk on the Wild Side'".
Em 1997, Transformer foi nomeado o 44º maior álbum de todos os tempos em uma pesquisa realizada pelos HMV, Channel 4, Guardian e Classic FM. Em 2000, foi eleito o número 58 nos 1000 melhores álbuns de todos os tempos de Colin Larkin. Transformer também está classificado no número 55 na lista da NME dos "Melhores Álbuns de Todos os Tempos". Em 2003, o álbum foi classificado no número 194 na lista da Rolling Stone dos "500 Maiores Álbuns de Todos Os Tempos, mantendo a classificação em uma revisão da lista em 2012, e sendo classificado em 109 em outra revisão em 2020. Também está na lista dos "100 Melhores Álbuns de Todos Os Tempos" da Q.
Em 2018, 33⅓ publicou um livro do músico Ezra Furman sobre o Transformer.

## Faixas
Lado A
| N.º | Título                  | Duração |  |
| 1.  | "Vicious"               | 2:58    |  |
| 2.  | "Andy's Chest"          | 3:20    |  |
| 3.  | "Perfect Day"           | 3:46    |  |
| 4.  | "Hangin' 'Round"        | 3:35    |  |
| 5.  | "Walk on the Wild Side" | 4:15    |  |

Lado B
| N.º | Título                            | Duração |  |
| 1.  | "Make Up"                         | 3:00    |  |
| 2.  | "Satellite of Love"               | 3:42    |  |
| 3.  | "Wagon Wheel"                     | 3:19    |  |
| 4.  | "New York Telephone Conversation" | 1:33    |  |
| 5.  | "I'm So Free"                     | 3:09    |  |
| 6.  | "Goodnight Ladies"                | 5:33    |  |

Faixas extras – Edição comemorativa
| N.º | Título                           | Duração |  |
| 1.  | "Hangin' 'Round (Demo acústica)" | 3:58    |  |
| 2.  | "Perfect Day (Demo acústica)"    | 4:50    |  |

## Ficha técnica
Adaptado das notas do encarte de Transformer.
- Lou Reed – vocais principais, guitarra rítmica
- Mick Ronson – guitarra solo, piano, arranjador
- David Bowie – vocais de apoio, teclados, violão (em "Wagon Wheel" e "Walk on the Wild Side")
- Herbie Flowers – baixo, contrabaixo, trompete (em "Goodnight Ladies" e "Make Up")
- John Halsey – bateria

Músicos adicionais
- Trevor Bolder – trompete
- Ronnie Ross – saxofones (em "Goodnight Ladies" e "Walk on the Wild Side")
- Thunderthighs – vocais de apoio
- Klaus Voormann – baixo (em "Perfect Day", "Goodnight Ladies", "Satellite of Love" e "Make Up")
- Barry DeSouza – bateria
- Ritchie Dharma – bateria

Produção
- David Bowie – produtor
- Mick Ronson – produtor
- Ken Scott – engenheiro de som

## Paradas
| Paradas                        | Melhor posição |
| ------------------------------ | -------------- |
| Austrália (Kent Music Report)  | 12             |
| Reino Unido (OCC)              | 13             |
| Países Baixos (MegaCharts)     | 11             |
| Estados Unidos (Billboard 200) | 29             |

## Certificações
| Região            | Certificação | Vendas  |
| ----------------- | ------------ | ------- |
| Austrália (ARIA)  | Ouro         | 20,000  |
| França (SNEP)     | Ouro         | 100,000 |
| Itália (FIMI)     | Ouro         | 25,000  |
| Reino Unido (BPI) | Platina      | 424,666 |